# Dick Stellingwerf
Dirk Jacobus (Dick) Stellingwerf (Utrecht, 23 mei 1953) is een Nederlands politicus.

## Levensloop
Stellingwerf was van 17 mei 1994 tot 13 mei 2001 lid van de Tweede Kamer voor de RPF (Reformatorische Politieke Federatie). Van 13 mei 2001 tot 23 mei 2002 was hij Tweede Kamerlid voor de ChristenUnie. Stellingwerf was woordvoerder landbouw, verkeer, milieu en onderwijs van zijn fractie.
Stellingwerf was voor zijn carrière in de Tweede Kamer leraar biologie en geschiedenis in het lager beroepsonderwijs en lid van Provinciale Staten van Gelderland. Van 1986-1990 was hij wethouder van de gemeente Ede. Stellingwerf was vanaf 1977 lid van de RPF en werd lid van de ChristenUnie op 22 januari 2000.
In september 2006 trad Stellingwerf af als raadslid van de ChristenUnie in de Edese gemeenteraad. Stellingwerf had als werknemer bij een thuiszorgorganisatie zich onvoldoende gerealiseerd dat hij niet namens deze organisatie contacten met de gemeente had moeten leggen, omdat daardoor de schijn van belangenverstrengeling kon ontstaan. Voor deze vergissing bood hij eigener beweging schriftelijk excuus aan aan het college van burgemeester en wethouders en aan de gemeenteraad. Gezien de lokale politieke constellatie besloot hij af te treden.
Op 15 januari 2008 besloot de raad van de Friese gemeente Lemsterland om Dick Stellingwerf bij koningin Beatrix voor te dragen als nieuwe burgemeester. Vanaf 1 april van dat jaar bekleedde hij die functie. Hij deed dat totdat de gemeente Lemsterland opging in de fusiegemeente De Friese Meren. In 2015 werd hij benoemd tot waarnemer in Schiermonnikoog. Twee jaar later werd hij opgevolgd door Ineke van Gent.

## Overzicht loopbaan
- leraar biologie en geschiedenis lager beroepsonderwijs, van 1978 tot 1986
- lid gemeenteraad van Ede, van 7 september 1982 tot 26 mei 1994; gecombineerde RPF/GPV-fractie
- wethouder (van milieu, volksgezondheid en verkeer en vervoer) van Ede, van 29 april 1986 tot 1 mei 1990
- lid Provinciale Staten van Gelderland, van 1991 tot 7 september 1994; gecombineerde RPF/GPV-fractie
- lid Tweede Kamer der Staten-Generaal, van 17 mei 1994 tot 23 mei 2002
- medewerker thuiszorgorganisatie, van 2002 tot 2007
- lid gemeenteraad van Ede, van 7 maart tot september 2006.
- burgemeester van Lemsterland, van 1 april 2008 tot 31 december 2013.
- waarnemend burgemeester op Schiermonnikoog, van 10 augustus 2015 tot heden.

## Partijpolitieke functies
- secretaris R.P.F. kiesvereniging
- lid federatiebestuur R.P.F.
- lid redactie partijblad "Nieuw Nederland"
- lid redactie partijblad "Afgestemd op ..."
- lid bestuur Stichting Fractie-assistentie R.P.F., omstreeks maart 1995 tot 2000

## Nevenfuncties
In 2003:
- ambtenaar burgerlijke stand gemeente Ede
- lid Comité van aanbeveling Reformatorische Maatschappelijke Unie

Vorige functies:
- projectleider ontwikkelingshulpproject met Valureni, Roemenië vanuit Ned. Gereformeerde Kerk Ede

## Opleiding
- lager agrarisch onderwijs Lagere Landbouwschool te Ermelo
- opleiding openbare middelbare tuinbouwschool te Utrecht tot 23 juni 1971
- opleiding openbare middelbare tuinbouwschool te Frederiksoord tot 29 juni 1973
- opleiding lerarenopleiding (akte N XXI) te Bolsward tot 22 juni 1978
- M.O.-geschiedenis-a te Arnhem tot 30 augustus 1984
- politieke geschiedenis Rijksuniversiteit Utrecht, van 1990 tot 2004 (onderbrak zijn studie in 1994 voor acht jaar Kamerlidmaatschap, rondde in 2004 zijn studie af met "Opgaan, blinken en verzinken", een boek over onvredepartijen.)

## Onderscheidingen
- Dierenbeschermer van het jaar, 1998

## Verenigingen, sociëteiten, genootschappen
- lid E.N.F.B.
- lid Kritisch Faunabeheer
- lid Bond Heemschut
- lid Stichting Behoud Veluwse Sprengen en Beken
- lid Nederlandse Patiëntenvereniging

## Persoonlijk
Stellingwerf heeft twee kinderen, een zoon en een dochter. Kerkelijk is hij lid van de Nederlands Gereformeerde Kerken. Zijn hobby's zijn fotograferen, natuur, lezen en fietsen.
- Parlement.com: vg09lllnxkws